# Christian Méry
 (juin 2013).
 (juin 2009).
Si vous disposez d'ouvrages ou d'articles de référence ou si vous connaissez des sites web de qualité traitant du thème abordé ici, merci de compléter l'article en donnant les références utiles à sa vérifiabilité et en les liant à la section « Notes et références ».
Christian Méry, né Paul Constantin Filippini le 29 décembre 1921 dans la Principauté de Monaco, et mort le 27 juin 2013 à Paris, est un acteur, humoriste, chanteur, auteur et compositeur français, d'origine corse.
Au cinéma, il joue entre autres au côté de Michel Simon, Louis de Funès, Francis Blanche, et Darry Cowl.

## Biographie
Christian Méry grandit dans le respect des traditions corses : la famille, l'honneur et l'amitié. Les siens sont originaires d'Orezza. Son instituteur dit de lui : « il sera comédien ou député », il est devenu comédien.
Au cours de la Deuxième Guerre mondiale, il prend part en tant que volontaire au débarquement d'Arromanches avec les commandos parachutistes du Special Air Service (SAS) d'Angleterre. Il en reviendra après avoir failli perdre la vie.
Après la guerre, il est successivement liftier dans un Palace, garçon dans les wagons-lits, chanteur d'orchestre, joueur de batterie, choriste, accessoiriste, machiniste et régisseur de théâtre. Il suit simultanément des cours de danse et de comédie et devient même, par besoin, professeur de claquettes.

## Théâtre
« Christian Méry est celui qui a transformé l'Île d'humour en Île d'amour », dit de lui le découvreur de talents français, Jacques Canetti, qui le repère dans un music-hall de province.
Il devine sa forte personnalité et lui propose de jouer dans son théâtre Les Trois Baudets, à Paris, en compagnie de deux autres débutants : Jacques Brel et Georges Brassens.

## Comédie musicale
Il revient à ses premières amours : la comédie musicale et crée au Théâtre de l'ABC : Belle de Paris, et la Grande revue de l'ABC. Il passe ensuite à la comédie où il crée en 1953 Les Sargasses, de Mouloudji, au Théâtre de l'Œuvre avec Jean Topart, et sur les boulevards Ciné Massacre de Boris Vian, mise en scène d'Yves Robert, et Les Carnets du Major Thomson de Daninos avec deux débutants : Pascale Audret et Jean Yanne.
Il est aussi apprécié avec son sketch Le Taxiphone, puis passe à l'Olympia, où la presse loue son talent et le hisse dans le peloton de tête des amuseurs. Bruno Coquatrix l'accueille en compagnie de son ami Georges Brassens, de Charles Trenet, Dalida, Charles Aznavour et Trini Lopez. Un soir quelqu’un le félicite en coulisse : c’est Woody Allen.

## Cinéma
Dès 1956, il joue au cinéma en covedette avec Jean-Paul Roussillon et Claude Brasseur dans  L'Amour descend du ciel, de Maurice Cam.
Il campe des personnages cocasses, pleins d'humour et de violence dans une trentaine de films. En 1960 on lui offre la vedette dans Le Pain des Jules, de Jacques Séverac. Son personnage de sauveur, tueur à demi-fou, marque sa carrière cinématographique. Son plus beau souvenir est d'avoir été choisi par Sacha Guitry en 1957 pour jouer aux côtés de Michel Simon dans Les trois font la paire.
À la télévision, il est l'un des fantaisistes vedettes de l'émission de Georges Folgoas sur TF1, Eh bien raconte.

## L'artiste

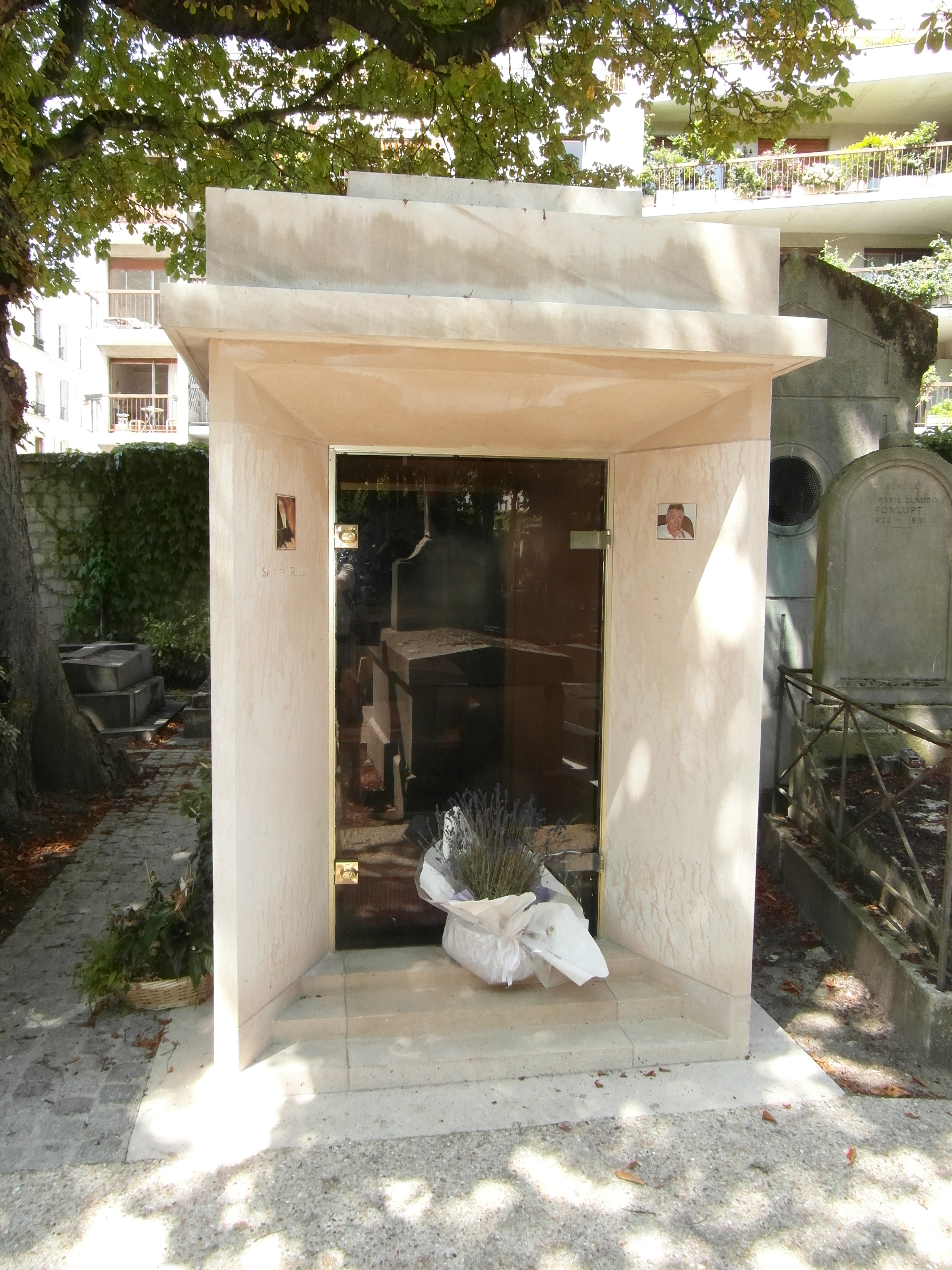
Tombe de Christian Mery au cimetière de Montmartre (8e division).

Comédien, chanteur, danseur, peintre, homme de lettres, metteur en scène, humoriste, les histoires corses ne constituent qu'une petite partie de son répertoire, mais c'est celui qu'il préfère. « Rien dans les mains, rien dans le visage, tout dans le cœur », est la ligne de conduite fixée par Christian Méry « le joueur d'histoires ».
Christian Méry raconte la vie de tous les jours, avec bon sens et talent. Ses sketches sont des petites misères quotidiennes, revues et corrigées.
Christian Méry est enterré dans la 8e division du cimetière de Montmartre, à Paris. Sur le tombeau ne figure pas encore son nom, mais sur le flanc droit est gravé Corsica mia patria, Parigi mio paèse, sur le flanc gauche est gravée une longue liste d'artistes qui l'ont côtoyé durant sa vie, à gauche de la porte vitrée se trouve une petite image de sainte Rita (très vénérée en Corse), et à droite de la porte vitrée se trouve son portrait.

## Rencontres
Christian Méry a côtoyé et joué avec les plus grands artistes français de son époque. Il fut à la fois proche et eut beaucoup de reconnaissance pour Tino Rossi, Jacques Brel, Michel Simon, Louis de Funès, Francis Blanche, Darry Cowl, Christian Marin, Achille Zavatta, Jean Richard, Raymond Devos, Guy Bedos, Fernand Raynaud, Michel Galabru, Georges Brassens, Charles Aznavour, Mouloudji, Joe Dassin, Michel Orso, Annie Cordy, Eddy Mitchell.

## Filmographie

### Cinéma
- 1956 : L'amour descend du ciel, de Maurice Cam
- 1957 : Comme un cheveu sur la soupe, de Maurice Regamey
- 1957 : Le Grand Bluff, de Patrice Dally
- 1957 : Les trois font la paire, de Sacha Guitry et Clément Duhour
- 1958 : Cigarettes, whisky et p'tites pépées, de Maurice Régamey
- 1958 : Madame et son auto, de Robert Vernay
- 1959 : Ce soir on tue, de Yvan Govar
- 1960 : Les Fortiches, de Georges Combret
- 1960 : Le Pain des Jules, de Jacques Séverac
- 1961 : Napoléon II, l'Aiglon, de Claude Boissol
- 1961 : La Vendetta, de Jean Chérasse
- 1963 : Les Bricoleurs, de Jean Girault
- 1963 : Le cave est piégé, de Victor Merenda
- 1963 : Rien ne va plus, de Jean Bacqué
- 1964 : Le Petit Monstre, de Jean-Paul Sassy
- 1969 : La Honte de la famille, de Richard Balducci

### Télévision
- 1964 : Suzanne et le cambrioleur avec Perrette Pradier
- 1965 : Le train bleu s'arrête 13 fois, épisode Marseille, choc en retour de Michel Drach
- 1974 : Un homme à la mer sous la direction de Jean-Paul Carrère
- 1977 : Minichronique de René Goscinny et Jean-Marie Coldefy, épisode Les Petites Lâchetés : le serveur
- 1981 : Madame Sans Gêne une dramatique pour Télé Alger où il joue le rôle de Napoléon
- 1978 : Un ours pas comme les autres de Nina Companeez avec André Dussollier, Denise Grey et Evelyne Buyle.
- 1995 : Quelle galère ! Jeu de TF1 en copresentation avec Laurent Petitguillaume et Alice Evans

## Discographie
Auteur compositeur, il enregistre chez Philips et chez Fontana des chansons que ses amis ont écrites pour lui : Vendetta de Georges Brassens, Oh mon amour de Charles Aznavour, Julot poil dans la main de Francis Lemarque.
Pour Pathé Marconi, il écrit une œuvre corse La Légende de Sibilia. Pour AZ il enregistre en compagnie de Mouloudji un coffret L'Anthologie de la chanson paillarde avec Danièle Évenou, Robert Dalban et Armand Mestral.

## Publications
- 240 histoires corses, éditions Raoul Solar, 1960
- Ça se corse, éditions Minerve (33 tours, 25 cm)
- avec Louis Lorenzi, Pascal contre Dominique, éditions de la Table Ronde, 1964, 224 p.  (ISBN 2-7103-1543-2)